# Baltasar Garzón
Baltasar Garzón Real (* 26. října 1955 Torres) je španělský levicový politik, aktivista, právník a bývalý soudce. V roce 2012 mu bylo pro překračování pravomocí a používání nelegálních metod při vyšetřování na jedenáct let soudně zakázáno působit ve španělské justici.

## Život
Vystudoval Sevillskou univerzitu, od roku 1981 pracoval jako soudce a od roku 1988 působil u nejvyššího soudu Audiencia Nacional. Zabýval se případy porušování lidských práv v období frankistického režimu, prošetřoval také spojení odborové organizace Manos Limpias se španělskou krajní pravicí. V roce 1998 obvinil chilského diktátora Augusta Pinocheta z politických vražd španělských občanů a neúspěšně požadoval jeho vydání k soudnímu řízení do Španělska, navrhl také vyšetřování pozadí Operace Kondor. Vyšetřoval také případ paramilitárních jednotek Grupos Antiterroristas de Liberación nasazených tajně v boji proti baskickým separatistům, obchody magnáta Jesúse Gila, aktivity drogových gangů, teroristy z organizace Al-Káida nebo korupční skandál známý jako Casa Gürtel. V roce 2009 podal trestní oznámení proti skupině vysokých státních úředníků USA známých jako Bushova šestka.
V roce 1993 byl zvolen poslancem Kongresu jako nezávislý na kandidátce Španělské socialistické dělnické strany a stal se koordinátorem státní protidrogové politiky, o rok později na protest proti nedostatečné podpoře ze strany vlády rezignoval. Přednášel na Universidad Complutense de Madrid, vydal knihy Cuento de Navidad: es posible un mundo diferente a Un mundo sin miedo. Obdržel 22 čestných doktorátů, v roce 2009 mu Německý PEN klub udělil Cenu Hermanna Kestena, byl také zařazen na seznam Sto nejvlivnějších intelektuálů světa. V roce 2011 získal ALBA/Puffin Award for Human Rights Activism.
V roce 2010 byl obviněn z překročení pravomocí a postaven mimo službu. V roce 2012 byl za nelegální používání odposlechů odsouzen k pokutě 2500 eur a jedenáctiletému zákazu působení v justici. Od roku 2012 působí jako hlavní právník Juliana Assangeho.